# 대한민국 국군 특수부대
대한민국 국군 특수부대(大韓民國 國軍 特殊部隊)는 대한민국 국군에서 특수전이나 특수작전을 수행하는 특수부대이다.

## 초창기
일본 제국으로부터 대한민국이 광복을 맞이한 이후, 조선인민유격대가 남한에 잠입하여 교란작전을 전개하자, 이에 대응하기 위해 1948년 10월 이범석 국방부 장관의 명령으로 육군 본부 정보국에 제803독립대대 "보국", 1949년 2월 25일에 호림부대, 1948년 11월 25일에 수색학교, 11월 6일에 유격대 등의 부대를 창설한 것이 시초이다. 호림부대는 5, 6대대로 편성되어 설악산에서 활동하였다. 
6.25 전쟁이 발발하기 9달전인 1949년 9월 11일에 5, 6대대 부대원 44명이 한 달 전인 1949년 8월 중순, 강원도 인제와 양양군 일대의 북한땅에 침투해 양민을 학살했다는 혐의로 평양 모란봉에 있는 최고재판소 특별 법정에서 피고 전원에게 사형 선고가 내려졌다. 호림부대 부대원 44명 가운데 일부는 나중에 전향해서 한국 전쟁때 인민군으로 참전하였다.
호림부대가 해체된 후, 호국군에 편입되고 남은 병력은 현역으로 입대하였다. 제803독립대대 "보국"은 1950년 6월 북한으로 침투할 예정이었다. 그러나 주한 미군 군사 고문단(KMAG)의 반대로 취소하였고 6.25 전쟁 발발한 뒤에 7월 10일에 해체되었고, 병력은 제1군단에 편입되었다. 그리고 당시 활동중이던 각 여단에 1개 유격대대가 1948년 12월 31일 반란군 및 공비를 소탕하기 위해 편성되었다가 1949년 해체되었다. 같은 해, 군정기를 마친 주한 미군(United States Force In Korea (USFIK))이 철수하면서 KLO 첩보대를 창설하였다.

## 한국 전쟁
1950년 6월 25일 한국 전쟁이 발발하자, 기존의 KLO부대 외에도 백골병단, 영도유격대  등 특수부대이거나 그에 준하는 부대들이 한반도 각지에서 창설되었다. 이들은 조선인민군의 후방으로 침투하여 주요 구조물을 파괴하고 요인을 납치하거나 암살 또는 첩보, 정찰하는 등의 특수 작전을 맡았다. 1951년 KLO 첩보대를 포함한 비정규전 부대는 제8군 G-3 부서의 제8086부대 기타업무단 예하 제8240부대로 통합되었다.

## 육군

### 육군특수전사령부
한국 전쟁동안 활약한 KLO 첩보대와 각종 유격대는 미국 육군 제8240부대로 통합되었다가 1953년 휴전을 맞아 같은 해 8월에 국방부 제8250부대로 통합되었다. 이듬해 1월에 육군 직할대로 예속되었고, 이때까지도 제8250부대를 떠나지 않고 계속 남아 정식 직업군인이 되기를 원했던 소속 대원들에게 대한민국 육군 군번과 계급이  정식으로 부여하였다. 이후 제8250부대는 해체되었고 소속 부대원들은 육군의 여러 부대들로 배치되었다. 1958년 4월 1일 육군 본부 특전감실에서 군에 남은 전 제8250부대원들을 소집하여 백문오 대령의 지휘 아래 제1전투단 제7725부대를 창설했다. 제1 전투단 창설요원들은 1958년 4월 15일부터 일본 오키나와현에 주둔하고 있는 미국 육군 특전부대인 제1특전단으로 파견가서 공수교육과 특수전교육을 위탁교육 받았고, 귀국 후엔 이들중 일부가 교관 또는 조교 요원이 되어 이후 새로 전입해온 신입 대원들을 대상으로 자체적인 공수훈련과 특수전훈련을 실시하였다. 이 부대는 이듬해인 1959년에 제1공수특전단으로 개편하였다.
1.21사태 및 울진지구와 삼척지구에서의 공비침투사건을 통해 북한의 대규모 특수부대의 존재와 위력이 알려지자, 한국군에서도 육군 특수전 부대의 규모를 대폭 늘릴 필요성을 느끼고, 제1공수특전단과 동해안경비사령부의 제1, 2유격여단(1969년 1월 1일 창설)을 통합해서 1969년 8월 18일 육군특수전사령부를 창설하고, 1970년대 동안 특전사령부 예하의 공수특전여단을 추가로 창설하였다. 1970년 제1공수특전단은 제1공수특전여단으로 증편되었고 제1, 2 유격여단은 각각 제3 "비호, 5 "흑룡" 공수특전여단으로 개편되었다. 그리고 계속해서 1974년 10월 1일 제7 "천마", 9 "귀성" 공수특전여단, 1977년 7월 1일 제11 "황금박쥐, 13 "흑표" 공수특전여단을 창설하였다.
1982년 4월 17일 12·12 군사 반란으로 특수전사령관이 직접 지휘할 수 있는 부대의 필요성과 1988년 하계 올림픽에 따라 "국가 대테러 활동 지침"을 세우고 제707특수임무대대를 창설하였다.

## 해군

### 해군 특수전전단
대한민국 해군 또한 한국 전쟁에서의 성과를 바탕으로 특수한 목적의 부대의 필요성을 느끼고 1954년 미국 해군 수중 폭파대 훈련 과정에 7명의 요원을 1955년 11월 25일까지 파견하고 그들이 훈련시킨 25명으로 수중 폭파대와 같은 목적의 부대를 창설하였다. 1968년 폭발물 해제(EOD) 임무가 추가되었고, 1976년 네이비 실처럼 해상뿐이 아닌, 육지와 공중(Sea, Air, and Land (SEAL))에서의 임무가 추가되었다. 1993년엔 특전사 제707특수임무대로부터 해상 대테러 임무를 이관받았으며, 이 해상대테러 임무를 전문적으로 수행하는 대테러특임대가 1999년에 5월에 창설되었다. 이러한 임무확대와 규모증편 과정을 거친 후, 2000년 1월 1일에 특수전여단이 창설되었다. 특수전여단은 2012년 2월 1일, 전단으로 또 한번 증편되어 해군특수전전단이 되었다. 이러한 공식적인 부대명칭의 변경과는 무관하게, 간단히 UDT 혹은 UDT/SEAL이라고 흔히 불린다.

## 공군

### 공군전투통제반 (CCT)
1968년 1월 21일 조선인민군 124부대의 청와대 습격에 대한 보복하는 차원에서 공군 정보부는 똑같이 국가 원수인 김일성을 암살하기 위해 제20특무전대(2325 부대) 209파견대 "684부대"를 창설하여 훈련하였다. 대한민국과 북한과의 정치적 관계가 안정적으로 변하자, 기밀 유지를 위해 부대를 해체하려 했다. 그러나 그들은 반발하며 실미도를 탈주하여 북한으로 진격하였으나, 진압되었다. 공군은 그들을 훈련시켰던 성과를 토대로 1978년 공정통제사(CCT)를 창설하였다.

## 해병대

### 해병대 특수수색대대
2018년 5월 1일 당시 해병대사령관이었던 전진구 중장(해사 39기)의 주도로 추진하여 사령부 직할부대로 창설되었다. 전진구 중장은 해병대사령관으로서는 이색적으로 위관장교 때부터 해병수색대에서 오랫동안 근무를 했다. 수색대에서 근무할 때 해군 UDT/SEAL 위탁교육과 육군 특전사 위탁교육을 수료하며 간부 위주의 타군 특수부대들과 접해볼 기회가 많았고 특수전 쪽에 관심도 많았기 때문에 해병대사령관이 되자 기존의 수색대의 한계와 약점을 극복하기 위해 해병대에서도 간부 위주의 특수작전부대가 필요하다고 보고 특수수색대를 창설한 것이다. 창설 초기엔 간부 인원 확보가 아직 완성되지 못해서 소령이 부대장인 소규모의 부대로 출발했으나, 계속 인원을 확충해서 2021년까지 대대 규모의 부대에다가 완전한 간부편제를 목표로 증편되고 있다. 기존 해병수색대의 임무를 비롯해서 대테러 특수임무 및 적지종심작전과 해상 및 공중침투의 임무를 수행한다.

## 부대 목록
국군 편제상구
- 국방부
  - 국군정보사령부

- 육군
  - 육군특수전사령부
- 해군
  - 해군특수전전단

단, 해난구조대, 공정통제사, 제6탐색구조비행전대, 해병특수수색대, 해병대수색대, 군사경찰 특수임무대 같은 부대들도 복무시 특수전부대근무로 인정하여 소방공무원, 경찰특공대, 해양경찰특공대 등 특채지원시 특수전 경력을 인정받을 수 있다.

## 같이 보기
- 특수부대 목록
- 조선인민군 특수작전군
- 북파공작원
- 주한 미군 특수작전사령부 (SOCKOR)

## 참고
1. ↑  이우호 (2000년 6월 22일). “북한 침투 호림부대 공판장면 기록 필름 발굴”. MBC.
2. ↑  앙영조 (2007년 12월 1일). “특수부대(보국대,호림부대)”. 국가기록원. 2012년 2월 7일에 확인함.[깨진 링크(과거 내용 찾기)]
3. ↑  박인규 (2006년 10월 14일). “육이오 때의 '켈로부대'를 아십니까”. 프레시안. 2012년 2월 7일에 확인함.
4. ↑  전경웅 (2012년 10월 5일). “영도유격부대 활동 입증하는 CIA 비밀문건 공개”. 뉴데일리. 2012년 10월 5일에 확인함.
5. ↑  “한국 스카이다이빙 역사” (PDF). 대한낙하산회: 4~5. 2012년 1월 17일에 확인함.[깨진 링크(과거 내용 찾기)]
6. ↑  이방현; 이영목 (2008년 6월 26일). “특전사 요원들, 스파이더맨으로 ‘둔갑’”. 중앙일보. 2020년 11월 28일에 확인함.
7. ↑  정덕상 (1998년 9월 3일). “"국가가 부를땐 군복이 수의" 707특수임무부대”. 주간한국. 2012년 1월 28일에 원본 문서에서 보존된 문서. 2012년 2월 12일에 확인함.
8. ↑  “UDT/SEAL의 연혁”. 2013년 11월 9일에 원본 문서에서 보존된 문서. 2012년 9월 18일에 확인함.
9. ↑  “대한민국 해군 특수전 전단 창설식을 끝내고”. 2012년 2월 2일. 2015년 10월 1일에 원본 문서에서 보존된 문서. 2012년 9월 18일에 확인함.
10. ↑  황유성 (2009년 9월 29일). “실미도의 후예 공군 CCT부대…우린, 죽음까지 제압한다”. 동아일보. 2012년 2월 12일에 확인함.